# 1661 Granule
1661 Granule eller A916 FA är en asteroid i huvudbältet, som upptäcktes 31 mars 1916 av den tyske astronomen Max Wolf i Heidelberg.Den är uppkallad efter Edward Gall och en av hans upptäckter.
Den tillhör asteroidgruppen Flora.